# Masku
Masku [ˈmɑsku] (früher schwedisch: Masko) ist eine Gemeinde in Südwestfinnland mit 9642 Einwohnern (Stand 31. Dezember 2022). Sie liegt in der Landschaft Varsinais-Suomi 18 Kilometer nordwestlich von Turku.
Die Gemeinde Masku hat eine Fläche von 204,41 Quadratkilometern. Nachbargemeinden sind Mynämäki im Norden, Nousiainen im Nordosten, Rusko im Osten und Raisio im Südosten. Zur See hin grenzt Masku an Naantali und Taivassalo. Das Gemeindezentrum liegt im Binnenland, im Westen hat die Gemeinde Anteil an der Ostseeküste. Auch ein Teil des vorgelagerten Schärengebiets gehört zu Masku. Die erste Erwähnung von Masku stammt aus dem Jahr 1234. Damit ist Masku zusammen mit Nousiainen das älteste urkundlich erwähnte Kirchspiel Finnlands. Bis 1865 gehörte auch der Nordteil der Insel Otava zu Masku, ehe er sich als Gemeinde Merimasku („Meer-Masku“) selbständig machte. Zum Jahresbeginn 2009 wurden die Gemeinden Lemu und Askainen in Masku eingemeindet.
In der Gemeinde befinden sich zwei mittelalterliche Steinkirchen: Die Kirche von Masku entstand um 1500, die Kirche von Lemu stammt aus der zweiten Hälfte des 15. Jahrhunderts. Ferner liegen in Masku die Schlösser Kankainen und Louhisaari. Kankainen wurde Mitte des 16. Jahrhunderts erbaut und von 1762 bis 1763 umgebaut. Louhisaari ist einer der wenigen barocken Palastbauten in Finnland. Der 1655 fertiggestellte Bau war bis 1791 Sitz der Adelsfamilie Fleming, die das Anwesen aus Geldnot 1791 aufgab und schließlich an den Grafen Carl Erik Mannerheim verkaufte, der somit der erste Spross dieses schwedischen Adelsgeschlechts war, der sich in Finnland niederließ. Er war der Urgroßvater des späteren finnischen Marschalls und Staatspräsidenten Carl Gustaf Mannerheim (1867–1951), der auf dem Schloss geboren wurde. Zum Schloss zählt auch eine 1653 erbaute Kapelle, in deren Kirchhof sich die Gruft der Mannerheims befindet. In Masku wurde die gleichnamige Möbelhauskette gegründet, die heute Filialen in ganz Finnland hat. Der bekannteste Einwohner von Masku ist der Tennisspieler Jarkko Nieminen.

## Bilder

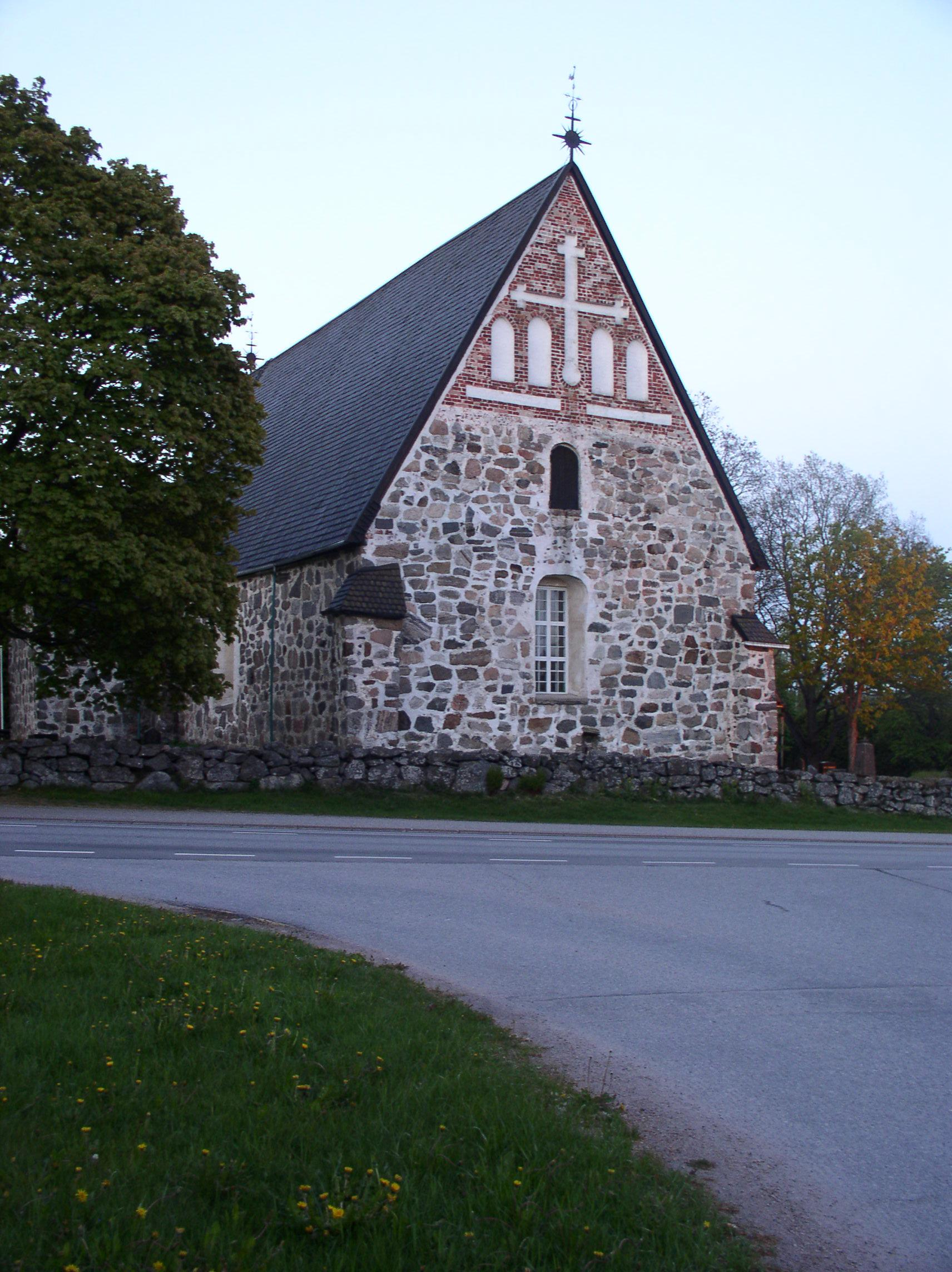
Die Kirche von Masku
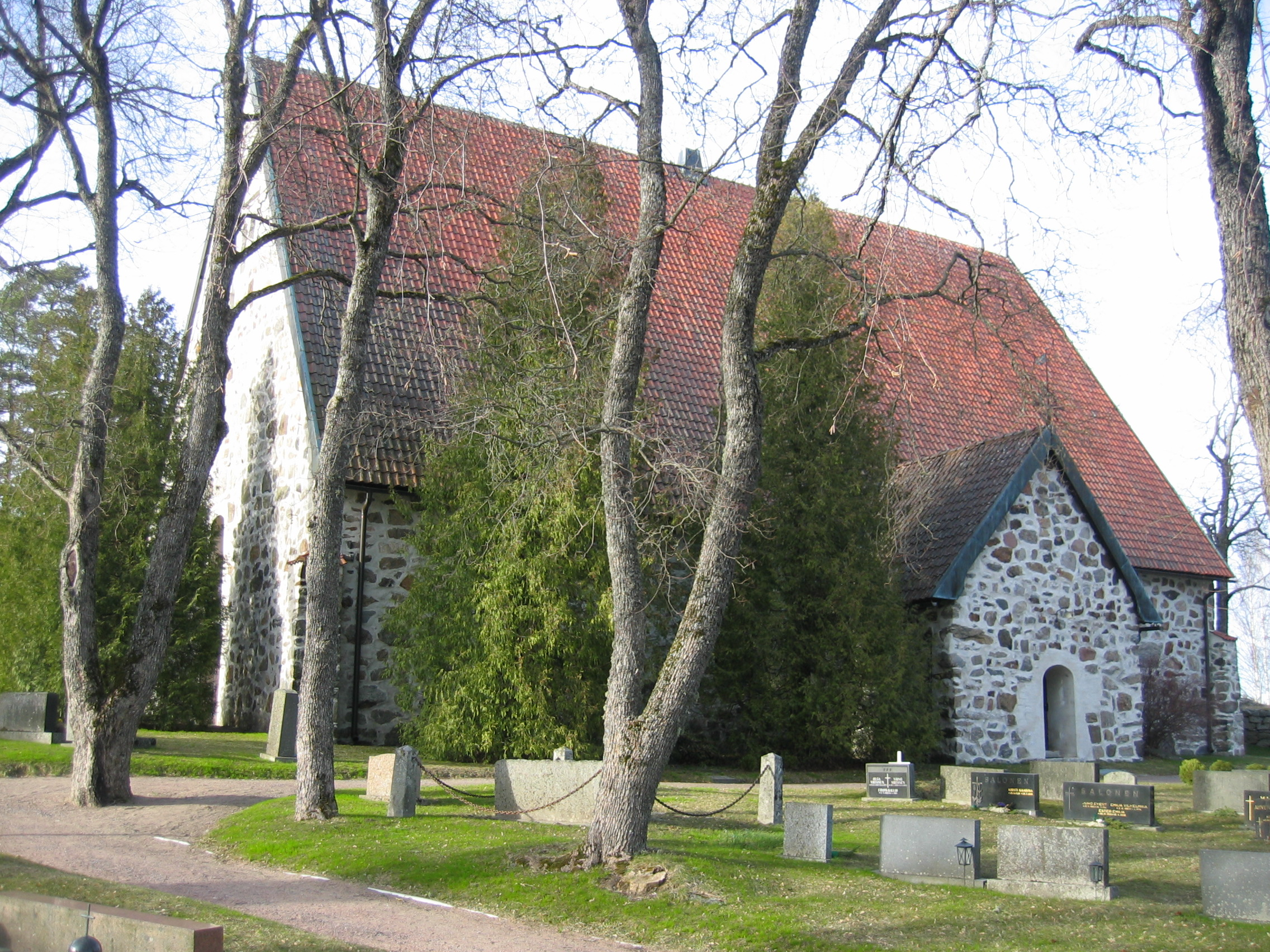
Die Kirche von Lemu
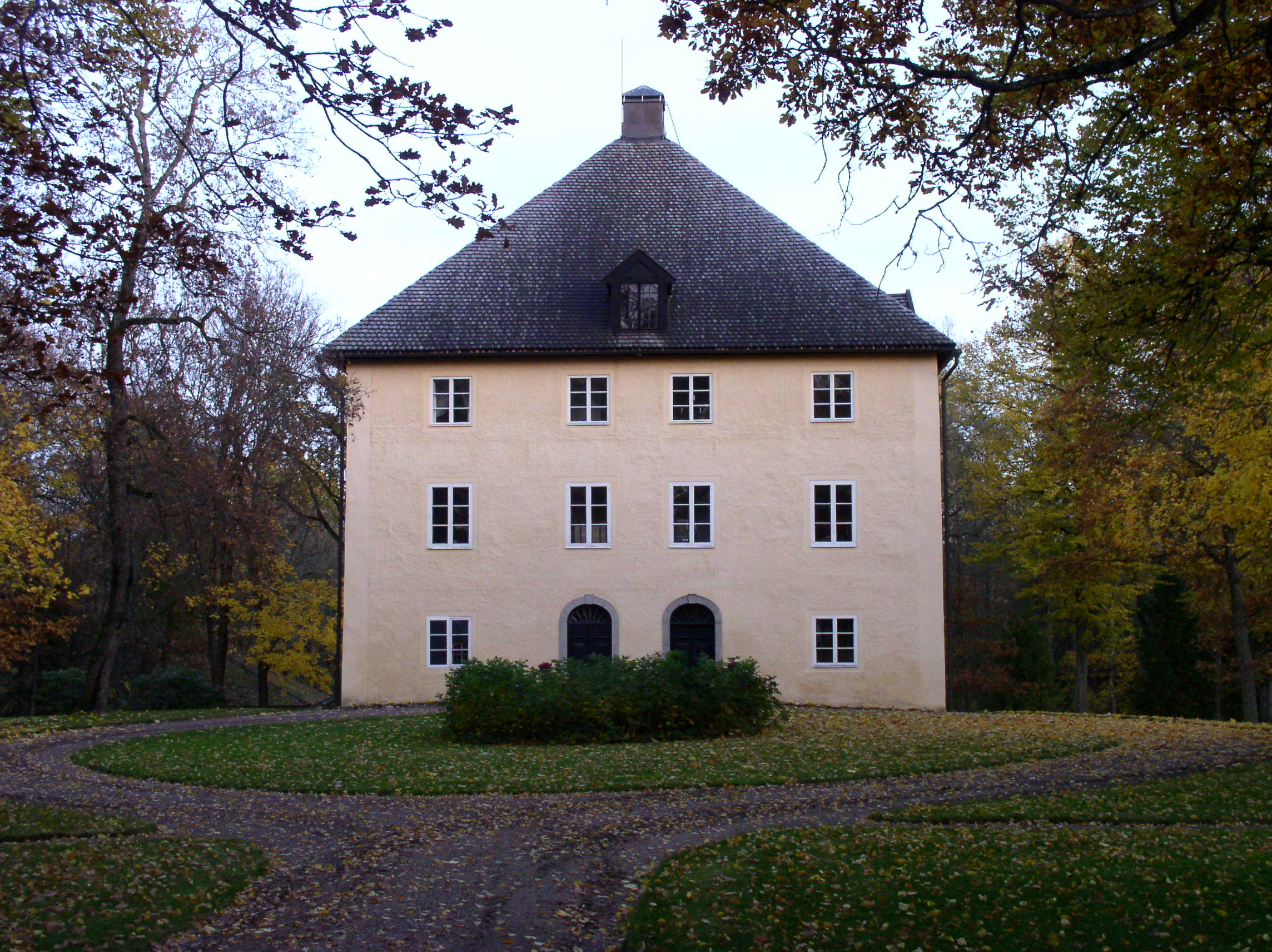
Schloss Kankainen
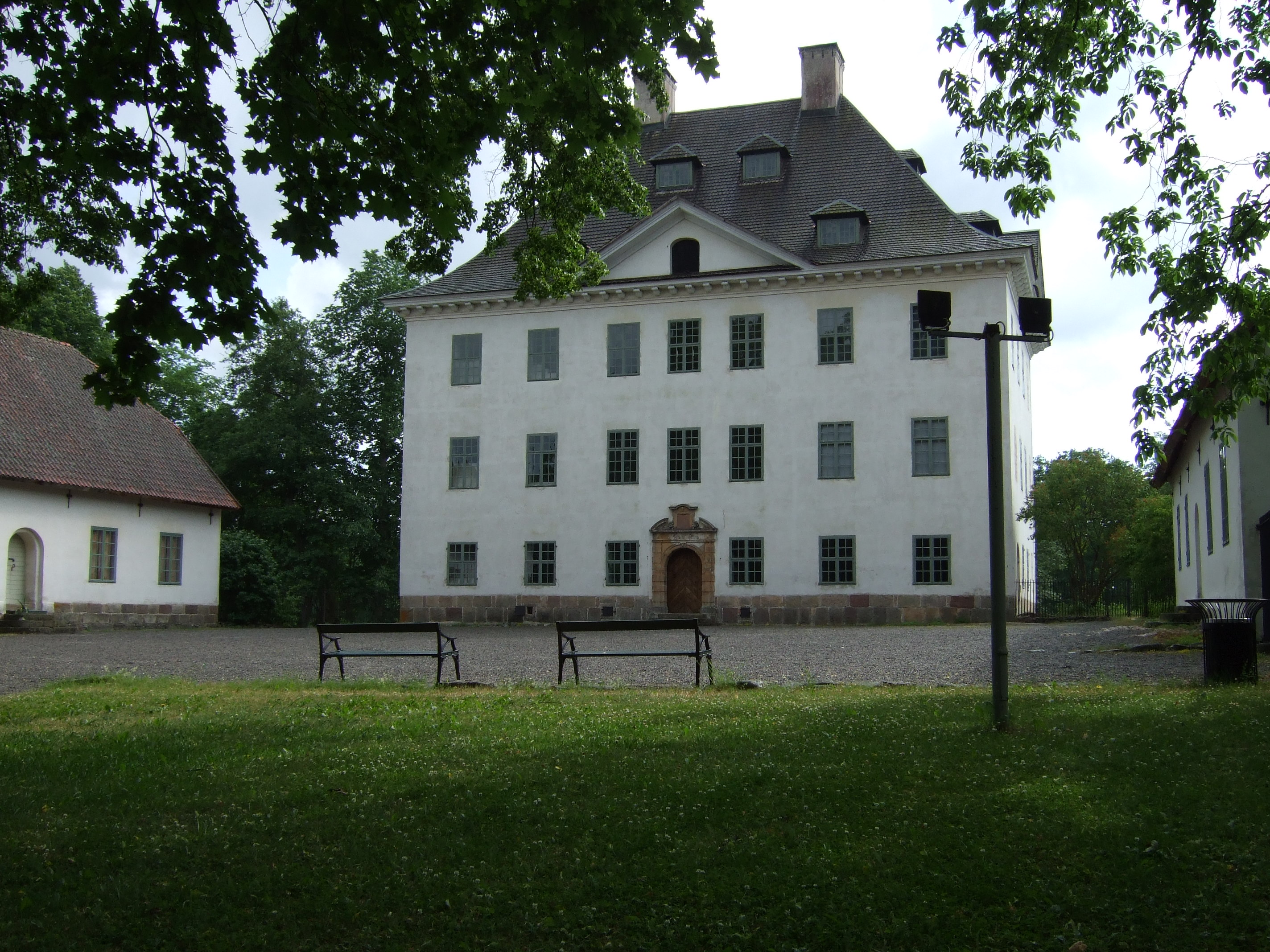
Schloss Louhisaari

## Söhne und Töchter der Gemeinde
- Carl Henriksson Horn zu Kanckas (1550–1601), Feldmarschall und Staatsmann
- Jarkko Nieminen (* 1981), Tennisspieler